# Magnetopauză

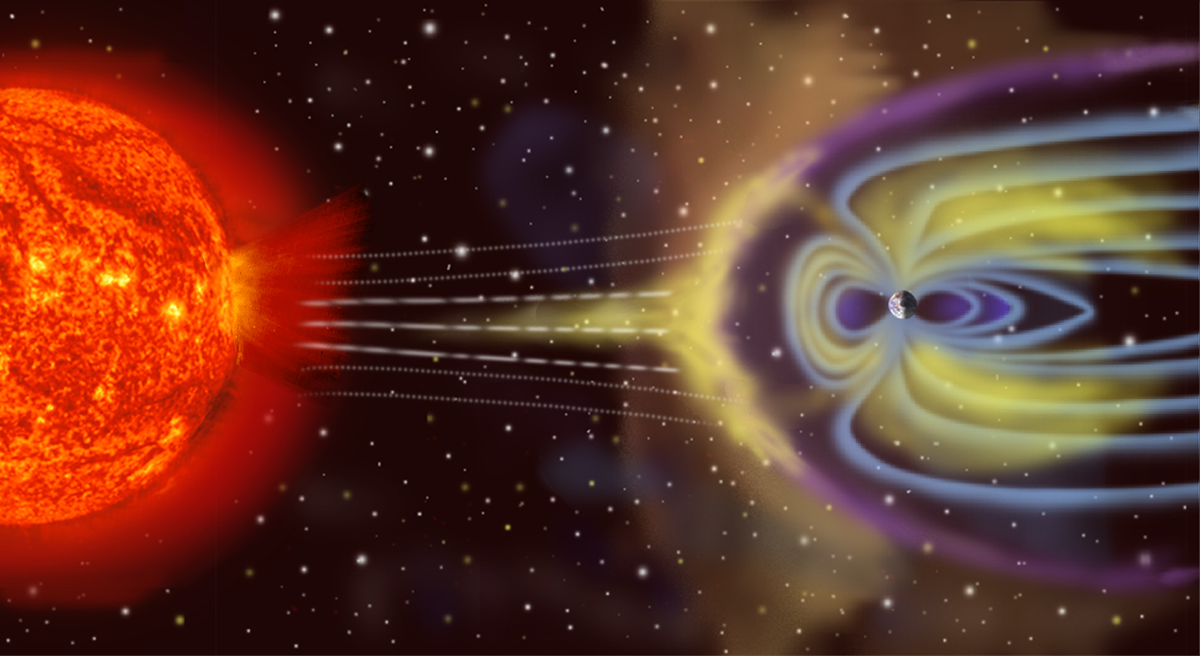
Vedere artistică a magnetosferei terestre.

Magnetopauza este granița dintre magnetosferă, care este dominată de câmpul magnetic al planetei, și mediul interplanetar, care este dominat de vântul solar (plasmă complet ionizată). Magnetosfera este destul de etanșă, împiedicând cea mai mare parte a vântului solar să pătrundă în mediul planetei (cunoscut sub numele de „scut magnetic”), dar plasma vântului solar pătrunde parțial în magnetosferă. Aurorele pe care le vedem uneori pe Pământ sunt manifestări ale acestei penetrări.

## Interes fizic
Magnetopauza reprezintă localizarea, în interiorul unei limite subțiri (câteva sute până la câteva mii de km), a unor gradienți semnificativi nu numai în câmpul magnetic (rotație, variații ale modulului câmpului), ci și în parametrii care descriu starea plasmei (densitate, temperatură, presiune etc.). Acest lucru îl face să fie locul unor procese universale în astrofizică, cum ar fi reconectarea magnetică și dezvoltarea instabilității Kelvin-Helmholtz, care este, de asemenea, accesibil explorării in-situ prin misiuni prin satelit.

## Misiuni de explorare
O serie de misiuni de explorare au fost sau sunt încă în curs de desfășurare pentru a înțelege fenomenele fizice din magnetopauză. Printre exemple se numără misiunile ISEE, CLUSTER, THEMIS și MMS.

## Formă

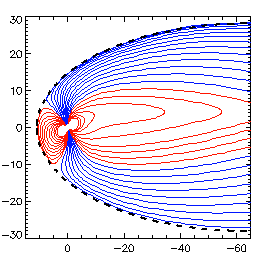
Diagramă, oferită de NASA, în care se vede forma de glonț de pușcă a magnetopauzei (punctat)

Magnetopauza are forma unui glonț de pușcă, care devine, încetul cu încetul, un cilindru. Secțiunea sa transversală este aproape circulară.  